# Bundeskulturrat
Der Bundeskulturrat war ein vorberatendes Organ der Bundesgesetzgebung in Österreich während der Zeit 1934–1938, die als autoritärer Ständestaat oder Austrofaschismus bezeichnet wird.
Die rechtliche Grundlage für den Bundeskulturrat war die am 1. Mai 1934 in Kraft getretene Maiverfassung. Darin waren als Organe der Bundesgesetzgebung die vorberatenden Organe Bundeskulturrat, Staatsrat, Bundeswirtschaftsrat und Länderrat sowie die beschließenden Organe Bundestag und Bundesversammlung festgelegt. Damit sollte das demokratisch beschickte Parlament ersetzt werden, das mit der Ausschaltung des Nationalrates im März 1933 sein Ende gefunden hatte.

## Zusammensetzung
In den Bundeskulturrat sollten laut Verfassung 30 bis 40 Vertreter von gesetzlich anerkannten Kirchen und Religionsgemeinschaften, des Schul-, Erziehungs- und Volksbildungswesens, der Wissenschaft und der Kunst berufen werden. Im Bundesgesetzblatt 284 vom 9. Oktober 1934 wurde die Mitgliederanzahl des Bundeskulturrates mit 40 festgelegt und seine Zusammensetzung folgendermaßen geregelt: Acht Vertreter der römisch-katholischen Kirche, ein Vertreter der evangelischen Kirchen, ein Vertreter der israelitischen Religionsgesellschaft, 22 Vertreter des Schul-, Erziehungs- und Volksbildungswesens, vier Vertreter der Wissenschaft und vier Vertreter der Kunst. Als Tätigkeitsdauer des Bundeskulturrates wurden sechs Jahre festgelegt. Der Bundespräsident konnte den Bundeskulturrat vorzeitig auflösen. Die Beschickung sollte während einer Übergangszeit durch Ernennung erfolgen, für die Zukunft war eine Wahl durch „berufsständische“ Bevölkerungskreise vorgesehen, zu der es jedoch nicht kam. Die Mitgliedschaft in der Vaterländischen Front (VF) war für die Ernennung in die Organe der Bundesgesetzgebung Voraussetzung, die Zustimmung des Führers der VF war erforderlich, damit ein VF-Mitglied ein entsprechendes Mandat bekleiden durfte. Elf Mandatare des Bundeskulturrates waren auch Funktionäre der VF.
Die Berufungen erfolgten auf Vorschlag des Bundeskanzlers Kurt Schuschnigg mit Entschließung des Bundespräsidenten Wilhelm Miklas am 31. Oktober 1934. Von den vier vorberatenden Organen war der Bundeskulturrat jener mit den geringsten personellen Fluktuationen. Bis auf den 1936 verstorbenen Franz Huber, dem Johann Hofmann nachfolgte, gab es keine Umbesetzungen. Auch der Anteil von Heimwehr-Vertreten (acht) war im Bundeskulturrat geringer als in den anderen vorberatenden Organen. Lediglich zwei Mandatare hatten vor 1933/34 ein politisches Mandat auf Gemeinde- und Bundesebene. Drei Viertel der Mandatare (31) waren Akademiker, die Hälfte davon (15) hatten ein geistes- oder naturwissenschaftliches Studium abgeschlossen. Die einzigen beiden Frauen, die in jener Zeit einem Organ der Bundesgesetzgebung angehörten, waren Mitglieder des Bundeskulturrates.

## Aufgaben
Die Pflicht der vorberatenden Organe war es, Gutachten über von der Regierung zugewiesene Gesetzesvorlagen zu erstellen. Der Bundeskulturrat hatte bei seinen Gutachten nur die kulturellen Interessen zu berücksichtigen. Die Regierung konnte festlegen, ob sie einen Gesetzesentwurf als kulturell betrachtete, und somit ein Gutachten durch den Bundeskulturrat erwirken oder vermeiden. Bei nicht als kulturell definierten Gesetzesentwürfen hatte der Bundeskulturrat das Recht sogenannte „Freigutachten“ zu erstellen. Allerdings war die Regierung weder an die verpflichtend vorgeschriebenen, noch an die „Freigutachten“ gebunden. Nach Einlangen der Gutachten wurde eine Gesetzesvorlage im Bundestag eingebracht, wo sie entweder unverändert angenommen oder abgelehnt werden konnte (ausgenommen Bundesvoranschlag und Bundesrechnungsabschluss). In der Praxis erließ die Regierung des autoritären Ständestaates die Mehrheit der Gesetze mit Hilfe des Ermächtigungsgesetzes vom 30. April 1934 und umging damit die Organe der Bundesgesetzgebung. Häufig wurde dies mit Zeitdruck begründet.
Ein „Freigutachten“, das der Bundeskulturrat Anfang 1935 über das geplante Gewerbebundgesetz erstellt hatte und in dem er den Gesetzesentwurf kritisierte, führte im Ministerrat zu einer Diskussion über die Kompetenzen der vorberatenden Organe. Minister Odo Neustädter-Stürmer fühlte sich durch die Kritik persönlich angegriffen. In der Folge der Auseinandersetzung wurde der Bundeskulturrat zu dem Gremium, dem die wenigsten Gesetze zur Begutachtung zugewiesen wurden.
Die Mitglieder der vorberatenden Organe besaßen keine parlamentarische Immunität. Sie hatten kein Recht auf Gesetzesinitiativen, auf Interpellation oder auf Untersuchungen. Ihre Sitzungen waren nichtöffentlich.
Der Bundestag wurde von den vorberatenden Organen beschickt, wobei der Bundeskulturrat zehn Abgeordnete stellte. Auf dem Papier bildeten alle Mitglieder der vorberatenden Organe auch die Bundesversammlung, tatsächlich ist dieses Gremium jedoch niemals zusammengetreten.